# Sandžak (administrativní jednotka)

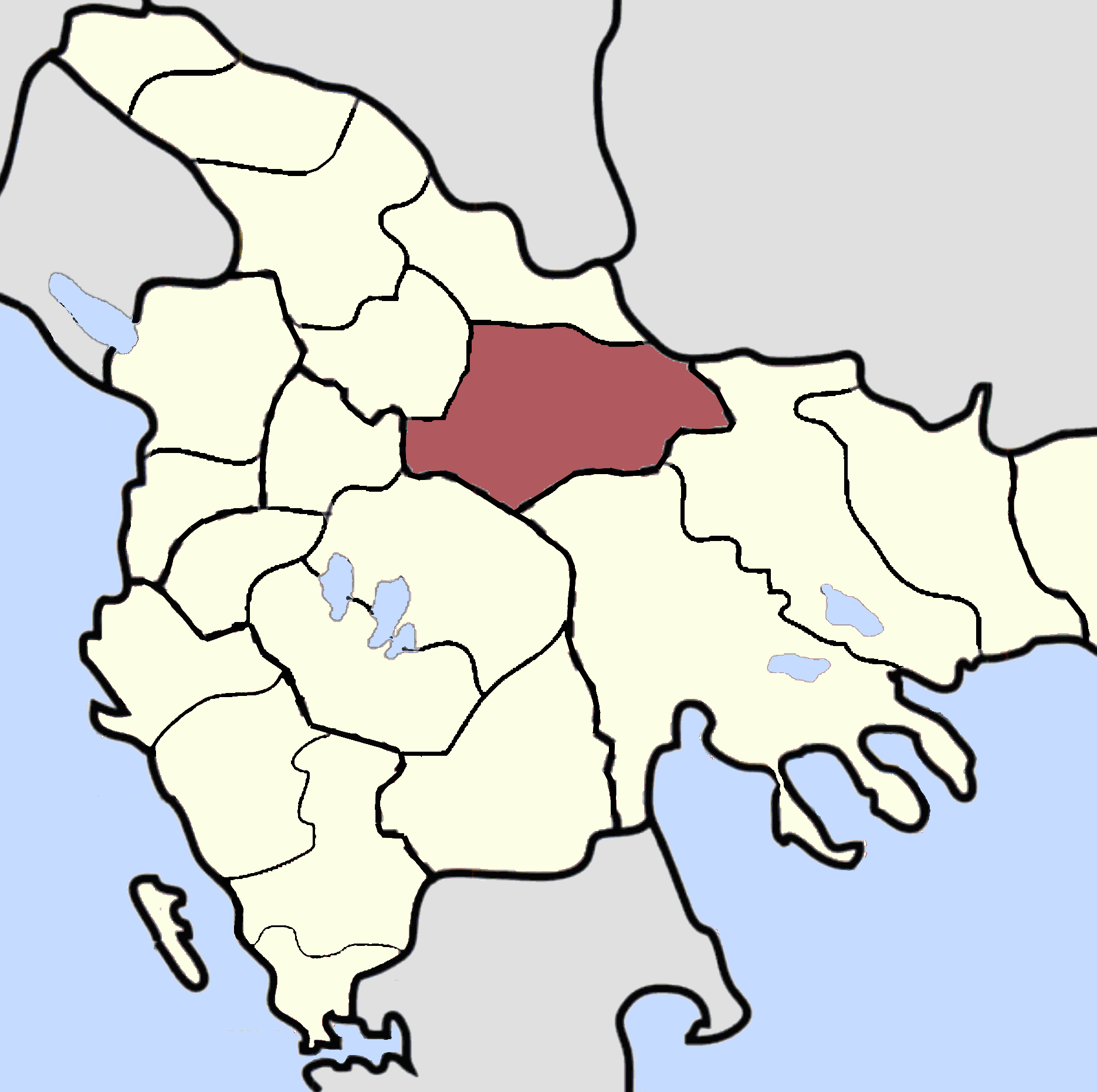
Sanjak Üsküb, osmanský Balkán (konec 19. století)

Sandžak (z tureckého sancak, „praporec“, „vlajka“, doslova „kopí s koňským ohonem“ – jako vojenský odznak) nebo též livá je nižší vojensko-správní jednotka v bývalé Osmanské říši. Sandžak se dále dělil na několik kaza. Z několika sandžaků se skládal jeden vilájet. V čele sandžaku stál mutessarif.

## Dějiny
Sandžaky byly po svém vzniku v r. 1328 nejvyššími vojensko-správními jednotkami v Osmanské říši. Avšak již na konci 14. století se hlavní správní jednotkou říše staly bejler-bejiliky (pozdější vilájet), a sandžaky se staly druhotnou správní jednotkou (nicméně ne všechny sandžaky musely být začleněny do vilájetu, na některých nově dobytých územích byly zřizovány sandžaky podřízené přímo panovníkovi).